# L'Étang-Salé
L'Étang-Salé (French for The Salty Pond) là một xã thuộc tỉnh Réunion.